# Kicking & Screaming
Kicking & Screaming (Gritando y pateando en Hispanoamérica y Un entrenador genial en España), es una película de comedia de 2005, dirigida por Jesse Dylan y protagonizada por Will Ferrell y Robert Duvall. Se centra en las hazañas de un equipo de fútbol de niños y su nuevo entrenador.

## Argumento
Phil Weston (Will Ferrell), es una persona promedio que tuvo que soportar a su padre Buck Weston (Robert Duvall) sobre la competitividad durante su infancia, una educación que ha dejado cicatrices permanentemente mentales. Ahora de mediana edad, casado, con un hijo pequeño llamado Sam, Phil tiene una tienda de vitaminas, mientras que Buck opera una cadena local de tiendas de deporte.
Buck es el entrenador de los Gladiadores, el más exitoso equipo de la liga de fútbol en el distrito. Sam está en el equipo, pero para disgusto de su padre, su abuelo lo mantiene como en la banca en lugar de ponerlo a jugar, una humillación que también sufrió él varias décadas antes que su hijo. Buck finalmente transfiere a Sam a los Tigres, el peor equipo de la liga.
En el primer partido de Sam con su nuevo equipo, su entrenador, está ausente. En lugar de renunciar, Phil decide entrenar al equipo, cargo que ocupa de forma permanente. Sin embargo, a pesar de los esfuerzos de Phil, el equipo sigue perdiendo en varias ocasiones. En su desesperación, Phil recluta a Mike Ditka (interpretado por él mismo), que es vecino de Buck y odiado enemigo. Atraídos por la oportunidad de vencer a Buck, Ditka acepta la posición. A pesar del agotador entrenamiento, el equipo sigue perdiendo.
Ditka y Phil introducen a dos jóvenes italianos excepcionalmente talentosos que trabajan en una carnicería local. Phil tiene éxito para obtener de la autorización de su tío para que jueguen en los Tigres. Tienen un impacto inmediato, anotando en repetidas ocasiones. La racha da como resultado que los Tigres se conviertan en competidores serios en la liga. Finalmente, después de ganar un par de juegos, cuando el equipo de Phil va a la final, Phil y Buck hacen una apuesta, si los Gladiadores ganan, Phil vendería su tienda y el trabajo se los dejaría a Buck. Si los Tigres ganan, Buck entregaría su posesión más preciada, 'El balón de Pelé', un balón del famoso jugador que Phil ganó cuando era un niño y su padre se quedó con él.
Mientras tanto, Ditka también vuelve adicto al café a Phil, que rápidamente cambia de un padre cariñoso de modales suaves, para un loco, a lo largo de la competencia el entrenador, no es tan diferente de su padre, abusa de los niños y de los padres por igual. El mantra del equipo se convierte en "llevar el balón a los italianos", que, aunque eficaz, desmoraliza a su equipo. En el último momento de la competencia pone en la banca a su propio hijo durante toda la semifinal del juego.
Los Tigres llegan a la final donde se enfrentaran a los Gladiadores. En el descanso, el marcador es de 2-1 a favor de los Gladiadores. En una conversación de corazón a corazón con su hijo, Phil se da cuenta del error que ha cometido. Le dice a su equipo que deben hacer exactamente lo contrario de lo que él les enseñaba. A pesar de que los Gladiadores anotan un gol más tras el descanso al medio tiempo, no pierden la esperanza. Phil le da al portero sus gafas para que pueda observar bien el juego. A partir de ahí, Ambrose marcó un golde forma que el marcador esta 3-2. Después de otro gol, el marcador está empatado. El equipo se apresura y produce otro gol para ganar 4-3, Sam anota el gol de la victoria contra su tío Bucky (interpretado por un joven Josh Hutcherson) (hijo de Buck que nació en el mismo día que Sam), con un movimiento que practicó cuando su papá lo puso en la banca en las semifinales.
En honor a la apuesta, Buck intenta darle el balón a Phil, pero Phil se niega. Hace las paces con su padre, y fusionan sus negocios, dándose cuenta de que hay más a la vida que ganar.

## Elenco
- Will Ferrell —  Phil Weston
- Mike Ditka — Himself
- Robert Duvall — Buck Weston
- Kate Walsh — Barbara Weston
- Dylan McLaughlin — Sam Weston
- Musetta Vander — Janice Weston
- Josh Hutcherson — Bucky Weston
- Francesco Liotti — Gian Piero
- Alessandro Ruggiero — Massimo
- Elliott Cho — Byong Sun Hogan-Jones
- David Herman — Árbitro
- Rachael Harris — Ann Hogan
- Dallas McKinney — Connor (portero)
- Phill Lewis — John Ryan
- Karly Rothenberg — Mamá de Jack
- Alex Borstein — Desagradable señora Hummer (sin acreditar)
- Jeremy Bergman — Hunter Davidson
- Erik Walker — Ambrose Hanna
- Steven Anthony Lawrence — Mark Avery
- Laura Kightlinger — Donna Jones
- Sammy Fine — Jack
- Timmy Deters — Alex
- Joseph R. Sicari — Umberto
- Stephen Rudrick — Joven Ceeb

## Recepción
Hay críticas mezcladas sobre la película, el sitio Rotten Tomatoes le dio un rating del 42% y un consenso dijo: "el guion es mediocre y no da una muestra de comedia adecuada de parte de Will Ferrell". Otras revisiones dan crédito a Will Ferrell, pero critican el guion como poco original. Ebert & Roeper dio a la película "dos pulgares arriba".

## Taquilla
La película fue producida con un presupuesto de $45 millones y logró una ganancia en el país, de $52.842.724. Aunque la película no obtuvo la misma cantidad en el extranjero, ganando sólo $3.227.709 de taquilla mundial para un ingreso total de $56.070.433.